# Papillaria warszewiczii
Papillaria warszewiczii är en bladmossart som beskrevs av C. Müller 1897. Papillaria warszewiczii ingår i släktet Papillaria och familjen Meteoriaceae. Inga underarter finns listade i Catalogue of Life.